# Étienne Mineur
 (juillet 2018).
Si vous disposez d'ouvrages ou d'articles de référence ou si vous connaissez des sites web de qualité traitant du thème abordé ici, merci de compléter l'article en donnant les références utiles à sa vérifiabilité et en les liant à la section « Notes et références ».
Étienne Mineur, né en 1968, est un designer, éditeur et enseignant français, dont le travail est axé sur les relations entre graphisme et interactivité.
Diplômé de l'école nationale supérieure des arts décoratifs de Paris en 1992, il commence sa carrière dans le domaine du CD-ROM culturel. Il est à cette occasion directeur artistique chez plusieurs acteurs majeurs du domaine : Nofrontiere (Autriche), Index+ (Cofondateur avec Emmanuel Olivier), Hyptique.
En 2000, il est cofondateur (avec Arnaud Dangeul, Étienne Auger et Pierre Wendling) du studio Incandescence puis en 2009 des Éditions Volumiques, qui produisent des livres interactifs et des jeux.
Parallèlement, il a enseigné à l'école des Gobelins, à l'école Louis Lumière (maître de conférence) à l'École européenne supérieure d'art de Bretagne, à la Head à Genève (professeur invité) et dans son ancienne école, l'Ensad. 
En 2009, il décide de revenir vers le design lié aux objets physiques et fonde les éditions Volumique. 
En 2021, il est commissaire de l'exposition "Jouable" au Signe, Centre national du graphisme, à Chaumont, qui présente une rétrospective de son travail au sein des Éditions Volumiques,.